# Samoa na Letnich Igrzyskach Olimpijskich 2000
Reprezentacja Samoa na Letnich Igrzyskach Olimpijskich 2000 w Sydney liczyła pięć osób – czterech mężczyzn i jedną kobietę.

## Występy reprezentantów Samoa

### Boks
Mężczyźni kat. do 91 kg
- Pauga Lalau – przegrana w 1. rundzie

### Judo
Mężczyźni kat. do 73 kg
- Travolta P. Waterhouse – odpadł w I rundzie (po przegranej w 2 walkach)

### Kolarstwo
Wyścig ze startu wspólnego kobiet
- Bianca Jane Netzler – nie ukończyła

### Podnoszenie ciężarów
Mężczyźni kat. do 85 kg
- Ofisa Ofisa – 18. miejsce (z wynikiem 310,0 kg)

### Zapasy
Mężczyźni kat. do 76 kg
- Faʻafetai Iutana – odpadł w 1. rundzie